# Gedney
Gedney is een civil parish in het bestuurlijke gebied South Holland, in het Engelse graafschap Lincolnshire met 2351 inwoners.